# Constantino Méndieta
Constantino Méndieta  (Estados Unidos, 6 de diciembre de 1963) es un cirujano y médico estadounidense. Se le describe como uno de los pioneros del levantamiento de glúteos brasileño. Es miembro de la Sociedad Americana de Cirujanos Plásticos y la Sociedad Americana de Cirugía Plástica Estética. En 1987, 1991, 1993 fue médico voluntario para la Sociedad Americana del Cáncer.

## Vida personal
Méndieta nació el 6 de diciembre de 1963 en Los Ángeles, California, Estados Unidos. Su interés por la cirugía plástica surgió en Nicaragua, donde su tío era cirujano plástico.

## Educación
Méndieta se graduó en la Facultad de Medicina de la Universidad de Creighton, cirugía general en el Centro Médico Maricopa en Phoenix, cirugía plástica en la Universidad de Miami, Florida. Obtuvo una beca de investigación en cirugía estética en la Universidad de Harvard, y experiencia internacional en Brasil, Escocia, Inglaterra y Francia.

## Carrera
En 1987, 1991 y 1993, Méndieta fue médico voluntario de la Sociedad Americana del Cáncer. En 1996 y 1997 fue director médico de Ambulancia Aérea y cirujano de vuelo. En 1998 fue profesor en la Escuela de Medicina de Harvard. Mendieta fundó 4 Institutos de Belleza Estética de Cirugía Plástica con sede en Miami, Florida. Fue certificado por la Junta Americana de Especialidades Médicas.

## Libros
The Art of Gluteal Sculpting (2011) ISBN 978-1626236486